# أمريكا المفتوحة 2011 (كرة مضرب)
هنا قائمة الفائزين ببطولة أمريكا المفتوحة لسنة 2011:

## الأبطال

### فردي رجال
نوفاك دجوكوفيتش هزم.  رافاييل نادال, 6–2, 6–4, 6–7(3–7), 6–1

#### فردي سيدات
سامانثا ستوسور هزمت  سيرينا ويليامز, 6–2, 6–3

### زوجي رجال
يورجن ميلتسر /  فيليب بيتشنر
هزموا  ماريوس فيرستينبرغ /  مارسين ماتكوفسكي, 6–2, 6–2

### زوجي سيدات
ليزل هوبر /  ليزا ريموند هزمن  فانيا كينغ /  ياروسلافا شفيدوفا, 4–6, 7–6(7–5), 7–6(7–3)

### زوجي مختلط
ميلاني أودين /  جاك سوك هزموا  جيزيلا دولكو /  إدواردو شوانك, 7–6(7–4), 4–6, [10–8]